# Vauville (Calvados)
Vauville település Franciaországban, Calvados megyében. Lakosainak száma 199 fő (2022. január 1.). Vauville Benerville-sur-Mer, Blonville-sur-Mer, Glanville, Saint-Pierre-Azif és Tourgéville községekkel határos.

## Népesség
A település népessége az elmúlt években az alábbi módon változott:
| Lakosok száma | 211  | 184  | 259  | 237  | 190  | 191  | 189  | 188  | 193  | 199  |
|               | 1968 | 1982 | 1990 | 2006 | 2013 | 2015 | 2017 | 2019 | 2020 | 2022 |